# Buona Sera, Mrs. Campbell
Buona Sera, Mrs. Campbell is een Amerikaanse komediefilm uit 1968 met in de hoofdrollen Gina Lollobrigida, Shelley Winters, Phil Silvers, Peter Lawford en Telly Savalas. De film werd geregisseerd en geproduceerd door Melvin Frank.

## Plot
Twintig jaar na het einde van de Tweede Wereldoorlog woont Carla “Campbell”(Lollobrigida) in het dorpje San Forino, waar ze bekendstaat als de weduwe van kapitein Eddie Campbell. Deze fictieve Amerikaanse soldaat is echter een verzinsel; in werkelijkheid had Carla in een korte periode relaties met drie Amerikaanse militairen—Cpl. Phil Newman (Silvers), Lt. Justin Young (Lawford) en Sgt. Walter Braddock (Savalas). Toen ze ontdekte dat ze zwanger was, wist ze niet wie van hen de vader was. Om haar reputatie en die van haar dochter Gia (Janet Margolin) te beschermen, liet ze hen alle drie geloven dat zij de vader waren en overtuigde ze hen om financieel bij te dragen aan de opvoeding van "hun" dochter.
De situatie komt op scherp te staan wanneer de drie mannen met hun echtgenotes naar San Forino terugkeren voor een reünie van hun oude eskadron. Elk van hen is enthousiast om eindelijk hun dochter te ontmoeten, zonder te weten dat ze niet de enige mogelijke vader zijn. Ondertussen heeft Carla haar handen vol om haar geheim te bewaren en tegelijkertijd Gia ervan te weerhouden om met een oudere, getrouwde man naar Brazilië te vertrekken.
Wanneer Carla uiteindelijk wordt geconfronteerd met haar verleden, bekent ze dat ze niet weet wie de echte vader is. Ze wijst de drie mannen erop dat vaderschap meer betekent dan alleen financiële steun en dat ze nooit aanwezig zijn geweest voor de kleine, maar belangrijke momenten in Gia’s leven. Dit leidt ertoe dat de mannen hun betalingen stopzetten, maar ook een nieuwe band met Gia ontwikkelen. Uiteindelijk besluit het echtpaar Braddock, dat zelf geen kinderen kan krijgen, om Gia bij hen in de Verenigde Staten te laten studeren, waarmee Carla’s ingewikkelde leugen op een verrassend positieve manier wordt afgesloten.

## Trivia
- De gelijknamige titelsong, gezongen door Jimmy Roselli en geschreven door Riz Ortolani en Melvin Frank, werd in een herschreven songtekst in Nederland een hit als Als de zon schijnt van André van Duin.
- Het plot van de musical en ook de film Mamma Mia! bevat overeenkomsten met het plot van deze film. De makers van Mamma Mia! ontkennen echter deze film als inspiratiebron gebruikt te hebben.